# Třída Hastings
Třída Hastings byla třída britských šalup z období druhé světové války. Celkem bylo postaveno pět jednotek této třídy. Za druhé světové války je provozovala královská námořnictva Velké Británie a Indie. Jedna byla ve válce potopena. Po válce indickou šalupu získal Pákistán.

## Stavba
Tato třída přímo navazovala na předcházející šalupy třídy Bridgewater. Lišila se především větší zásobou paliva a instalací jednoho děla na dvouúčelové lafetě, takže mohlo být použito i proti letadlům. V letech 1929–1931 bylo postaveno celkem pět jednotek této třídy. Pro britské námořnictvo byly postaveny čtyři šalupy základního modelu a pro indické námořnictvo pak jedna šalupa s o něco větším výtlakem a úpravou pro službu v tropech.
Jednotky třídy Hastings:
| Jméno                 | Založení kýlu | Spuštěna | Vstup do služby | Status                                                                   |
| --------------------- | ------------- | -------- | --------------- | ------------------------------------------------------------------------ |
| HMS Fokestone (U22)   | 1929          | 1930     | červen 1930     | V letech 1938–1939 neozbrojená záchranná loď, pak opět šalupa, vyřazena. |
| HMS Hastings (U27)    | 1929          | 1930     | listopad 1930   | Vyřazena.                                                                |
| HMS Penzance (U28)    | 1929          | 1930     | leden 1931      | Dne 24. srpna 1940 potopena německou ponorkou U-37.                      |
| HMS Scarborough (U28) | 1929          | 1930     | červenec 1930   | V letech 1938–1939 neozbrojená záchranná loď, pak opět šalupa, vyřazena. |
| HMIS Hindustan (U80)  | 1929          | 1930     | říjen 1930      | Roku 1948 předána Pákistánu jako Karsaz, vyřazena.                       |

## Konstrukce

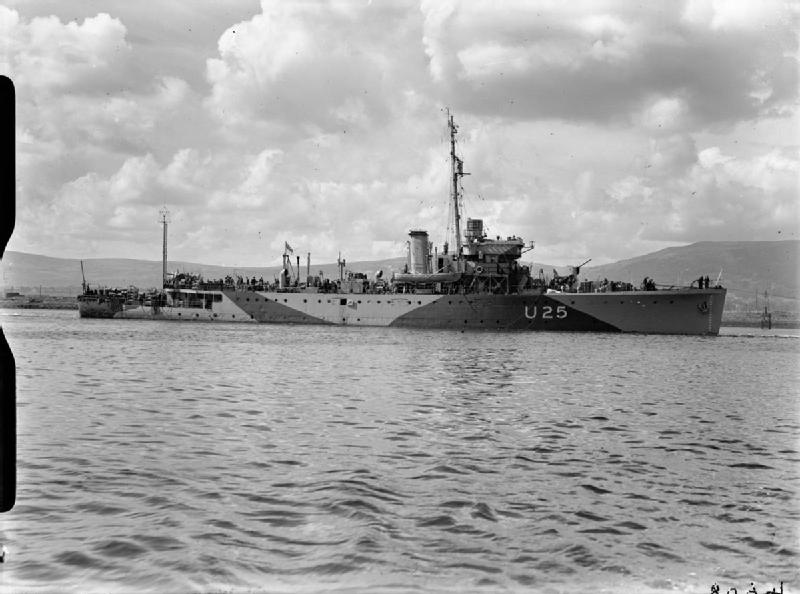
HMS Scarborough (U25)

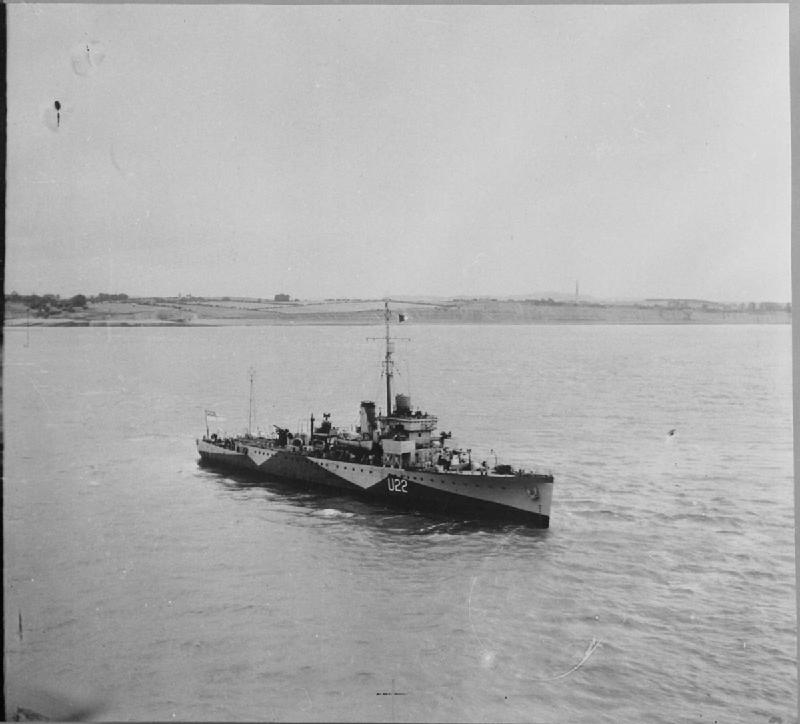
HMS Fokestone (U22)

Základní výzbroj tvořily dva 102mm kanóny, dva 47mm kanóny a 15 hlubinných pum, svrhávaných ze skluzavky na zádi. Nesla také minolovné vybavení. Pohonný systém měl výkon 2000 hp. Tvořily jej dva tříbubnové kotle Admiralty a dvě parní turbíny Parsons, pohánějící dva lodní šrouby. Nejvyšší rychlost dosahovala 16,5 uzlu. Dosah byl 4750 námořních mil při rychlosti 15 uzlů.

### Modernizace
Během služby byla plavidla dále upravována. Častá byla instalace dvouúčelových 102mm kanónů, salvových vrhačů Hedgehog a zvětšení počtu nesených hlubinných pum. Například šalupa Folkestone tak roku 1946 nesla dva 102mm kanóny, šest 20mm kanónů Oerlikon, jeden Hedgehog a dále čtyři vrhače a dvě skluzavky pro celkem 90 hlubinných pum.

## Služba

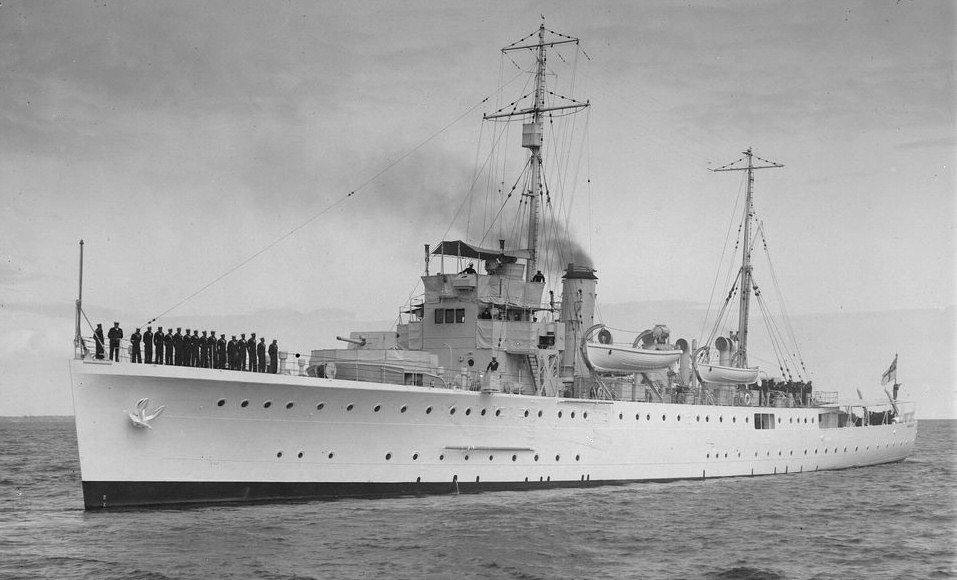
HMIS Hindustan

Třída byla velmi intenzivně nasazena ve druhé světové válce. Jedna šalupa byla ve válce potopena. Ostatní byly později vyřazeny.